# Зафірлукаст

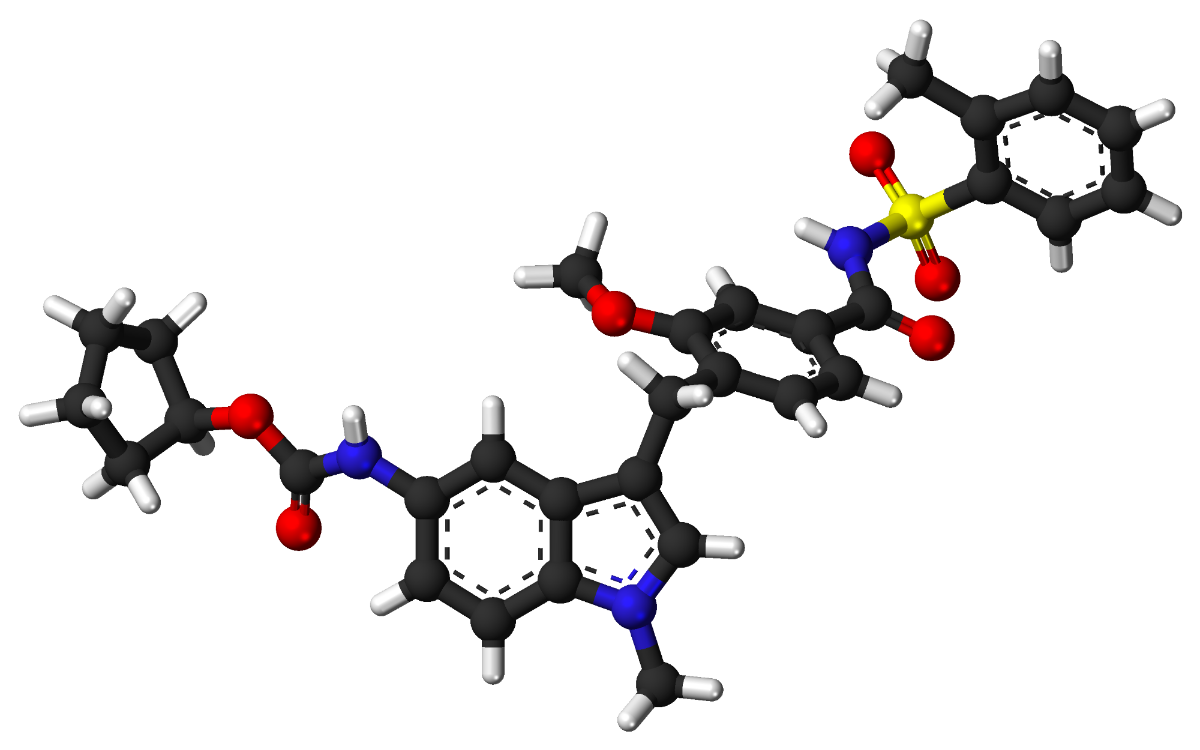
хімічна формула Зафірлукаста

Зафірлукаст (англ. Zafirlukast) — є антагоністом лейкотрієнових рецепторів (LTRA) для підтримки лікування астми, часто використовуються в поєднанні з інгаляційними стероїдами і/або довго діючими бронходилататорами. Лікарський засіб випускається у формі пігулки й зазвичай дозується двічі на день. Іншим антагоністом лейкотрієнових рецепторів є монтелукаст, що приймається один раз на день. Zileuton (Zyflo), також використовується в лікуванні астми через інгібування 5-ліпоксигенази, приймається чотири рази на день.
Зафірлукаст блокує дію цистенал лейкотрієнів на рецептори cyslt1, тим самим зменшуючи звуження дихальних шляхах, скупчення слизу в легенях і запалення в дихальних шляхах.
Зафірлукаст продається компанією Астра Зенека з фірмовими найменуваннями Аколат (Accolate, Accoleit, та Vanticon). Це був перший LTRA, який став продаватися в США, на тепер схвалений в більш ніж 60 країнах, включаючи Велику Британію, Японію, Тайвань, Італія, Іспанія, Канада, Бразилія, Китай і Туреччину.

## Фармакокінетика
У Здорових молодих осіб, які прийняли 40 мг пік плазмових концентрацій зафірлукаста, досягає максимальної концентрації в середньому 607 мкг/л за 3,4 години. Період напіврозпаду становив від 12 до 20 годин. В іншому дослідженні за участю 20 мг одноразової пероральної дози у здорових людей, період напіврозпаду середньому 5,6 години.

## Спеціальні попередження
Лист було представлено компанією Zeneca Pharmaceuticals 22 липня 1997 року, який повідомив про зміну в маркуванні продукції, яка включає наступні потенційні реакції у пацієнтів, які застосували зниження дози пероральних стероїдів, які в даний час приймають зафірлукаст:  

### Запобіжні заходи
Еозинофільні умови: скорочення дози оральних стероїдів, у деяких пацієнтів на зафирлукаст терапії, спостерігається в рідкісних випадках поява еозинофілії, васкулітіческой висипу, погіршення легеневих симптомів, кардіологічні ускладнення і/або невропатія, іноді як еозинофільний гранулематоз з поліангіїтом, системний еозинофільний васкуліт. Хоча причинно-наслідковий зв'язок з зафірлукастом не встановлений, необхідно дотримуватися обережності.

## Хімія

### Синтез
Зафірлукаст може бути синтезований наступним методом: